# Catarina de Mayenne
Catarina de Mayenne também conhecida como Catarina de Lorena (1585 - Paris, 18 de março de 1618) foi uma nobre francesa da Casa de Lorena (ramo dos Guise).

## Biografia
Catarina era a terceira filha do célebre Mayenne, Carlos de Lorena, duque de Mayenne e duque de Aiguillon, e de Henriqueta de Saboia-Villars, filha de Honorato II de Saboia, conde de Villars e de Sommerive.
No dia 1 de fevereiro de 1599 casou, em Soissons, com Carlos Gonzaga que era então, Duque de Nevers e Duque de Rethel e tinha 18 anos. Deste casamento nasceram seis filhos :
1. Francisco (François) (1606-1622), que usou o título de cortesia de duque Francisco III de Rethel;
2. Carlos (Charles) (1609-1631), que se tornará, em 1621, pela morte do tio materno Henrique de Mayenne, duque Carlos III de Mayenne, e que com a morte do seu irmão mais velho em 1622, será também o duque Carlos IV de Rethel;
3. Fernando (Ferdinand) (1610-1632), que em 1631 pela morte do seu irmão Carlos, tornou-se o duque Fernando de Mayenne;
4. Maria Luísa (Marie Louise) (1611-1667), que casou sucessivamente com dois reis da Polónia, Ladislau IV Vasa e, depois de viúva, com João II Casimiro Vasa;
5. Benedita (Benedicte) (1614-1637), religiosa;
6. Ana Maria (Anne Marie) (1616-1684), que casou com Henrique II de Guise, de quem se divorciou, voltando a casar com Eduardo da Baviera, Conde do Palatinado-Simmern, de quem teve uma numerosa descendência.

Catarina participou ativamente na administração e gestão dos feudos da família, quer nos titulados pelo marido, quer nos dos filhos. Tal como seu marido, era profundamente piedosa e devota. A história recorda-a, acima de tudo, pela criação de fundações religiosas, mosteiros abadias ou igrejas, estabelecimentos de ensino e hospitais, tal como refere o historiador Hilarion de Coste:
 le grand nombre des Eglises et des Monasteres qu'elle a bastis et fondez en divers endroits de ses terres, sont encore de bonnes marques de sa devotion et de sa pieté, et de celle du Duc de Nevers son mary... .
Também na nova cidade que o marido idealizou e fundou em 1606, Charlesville, criou um colégio jesuíta para a instrução de jovens e diversos conventos e mosteiros das mais diversas ordens (capuchinhos, carmelitas jésuitas, Santo-Sepulcro, franciscanos) para além dum priorado da milícia cristã que servia de hospital.
Catarina morre na residência dos Nevers, em Paris, em 1618, com 33 anos, sendo sepultada na catedral de Nevers.
Apesar de ter sido a única mulher de Carlos Gonzaga, Catarina nunca chegou a ser duquesa consorte de Mântua e Monferrato uma vez que faleceu em 1618, nove anos antes de Carlos Gonzaga ter sido entronizado como soberano daqueles ducados italianos.